# サンハトヤ
ホテルサンハトヤは、静岡県伊東市湯川堅岩572-12の海岸沿いに所在する高層リゾートホテルで、1975年（昭和50年）4月1日、ハトヤホテルの3代目が、その姉妹ホテルとして創業した。「伊東に行くならハトヤ、電話はヨイフロ」のCMでおなじみのハトヤホテルと同じく冨士商事株式会社によって運営されている。

## 概要・特徴
- 全室オーシャンビューが確保されている。
- ハトヤ大漁苑は日帰りでも利用できるレストラン施設である。
- 海底温泉・千石風呂と呼ばれる露天風呂も大漁苑側にあり、日帰り利用可能である。
- 夏季はプールが利用できるが、施設の都合上釣堀が休業となる。
- 夕食はレストランシアターでディナーショーを見ながら食事できる。ハトヤホテルには現存しない。
- 白亜の15階建て高層リゾートホテルで、4基のシースルーエレベーター、15階屋上の「サンハトヤ」の看板が目印。

## 「ホテルサンハトヤ」オープン当時のキャッチコピー
- 『サンハトヤ 豪華にオープン』[1]
- 『海に浮かぶ - 青い海、輝く太陽、緑の熱帯樹 サンハトヤ 豪華にオープン!!』[2]

## TV版CM
関東・中京・関西の各圏で1980年代後半まで流れていた。
- 「ホテルサンハトヤ オープン!!」のテレビCMに、玉置宏が出演していた。[3][4]
- 「ねぇねぇ、いいとこ知ってる？」「どこや？」「ハトヤ！」2羽のハトが会話している。サンハトヤが登場したのはこのバージョン以降で、歌詞も「伊東にふたつのハトヤ」「伊東にハトヤとサンハトヤ」になっている。
- 「4126体操」水着の女性と子供が体操している。かたせ梨乃が出演していた。
- 「前は海」ハトヤ大漁苑CM（海底温泉バージョンあり）。宮城県民謡「斎太郎節」の替え歌が流れたあと「釣れば釣るほど安くなる三段逆スライド方式」と触れ込む（後述）。釣堀は夏季休業。

現在はハトヤホテルと共通のCMが放送されている。

## 「ホテルサンハトヤ」オープン!!テレビCM（出演・玉置宏）
（玉置宏がなぜかむこうから走って来る。ハトの飛ぶカットがインサート。女が鳩を放つ）
「それは海に浮かぶ白いお城 夢の海底温泉
いよいよ いよいよ いよいよ（声が次第に興奮してくる）
4月オープン!ホテルサンハトヤにどうぞご期待ください」

## 三段逆スライド方式
ハトヤ大漁苑にある釣堀で「釣れば釣るほど安くなる」の触れ込み通り、魚の代金を3段階に割引く。（魚はお持ち帰り、持ち帰り用箱は200円）
夏場は施設の都合上休業となる。
釣堀料金 
- あじ 5匹まで - 1匹400円／6匹目350円／7匹目以降300円
- 真鯛 - 1匹1500円／2匹目1400円／3匹目以降1300円